# Krems an der Donau
Krems an der Donau és una ciutat estatutària d'Àustria de 24.014 habitants (dades del 2011). Pertany a l'estat federal de la Baixa Àustria, on és la cinquena ciutat més gran. És a 70 km a l'oest de Viena. Krems està situada al conflent dels rius Krems i Danubi a l'extrem oriental de la vall de Wachau, a la regió del Waldviertel.

## Geografia

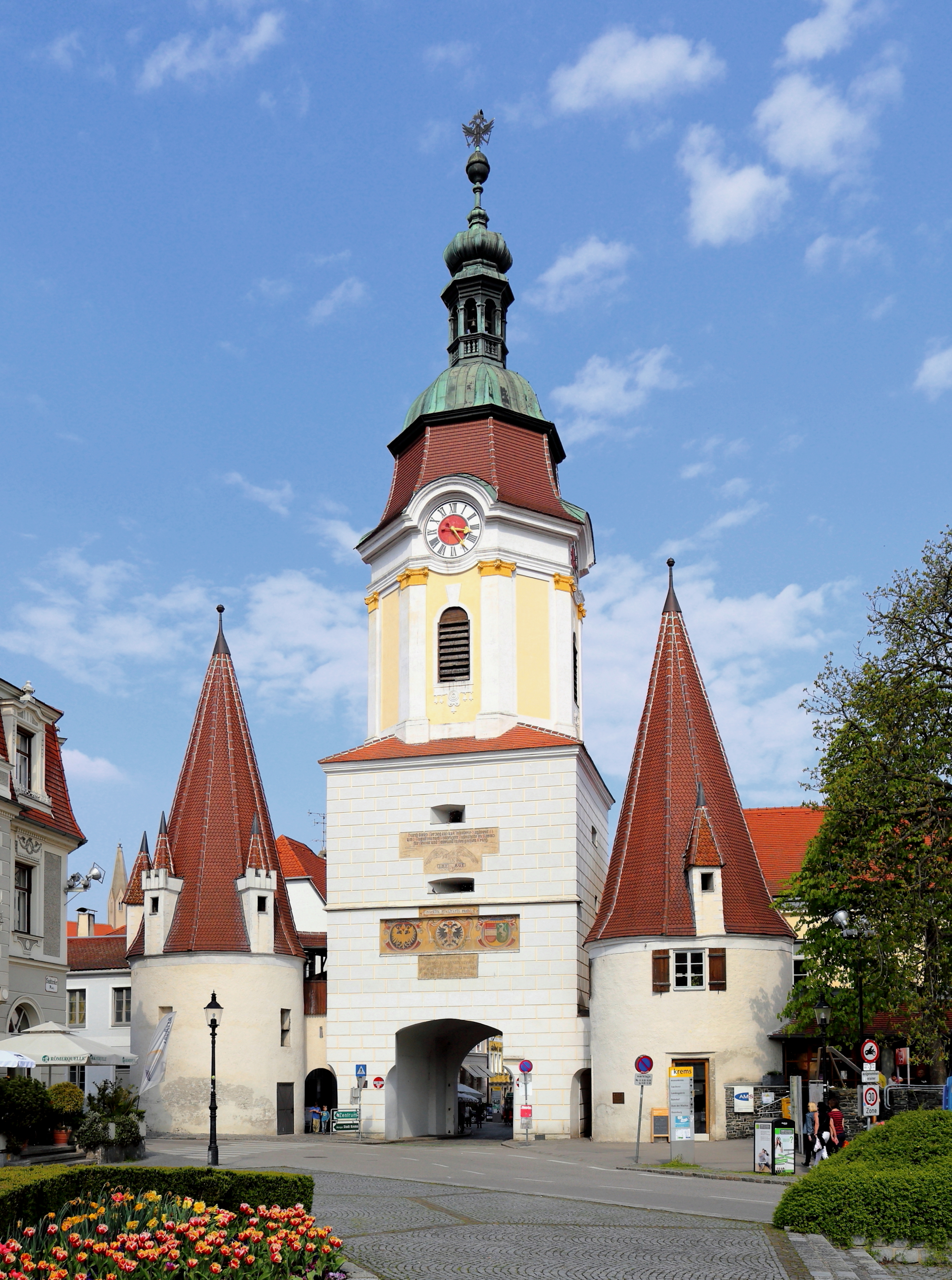
La Steiner Tor de Krems.

Krems es divideix en els districtes següents: Angern, Egelsee, Gneixendorf, Hollenburg, Krems, Rehberg, Landersdorf, Scheibenhof, Stein, Thallern, Weinzierl. Stein era originalment un municipi separat, però fou absorbit per Krems el 1938. Krems fa frontera amb els municipis següents: Stratzing, Langenlois, Rohrendorf Bei Krems, Gedersdorf, Traismauer, Der Traisen D'ob De Nußdorf, Paudorf, Furth Bei Göttweig, Mautern Un Der Donau, Dürnstein, i Senftenberg. Krems està connectada amb Viena per ferrocarril. El viatge dura aproximadament una hora.

## Història

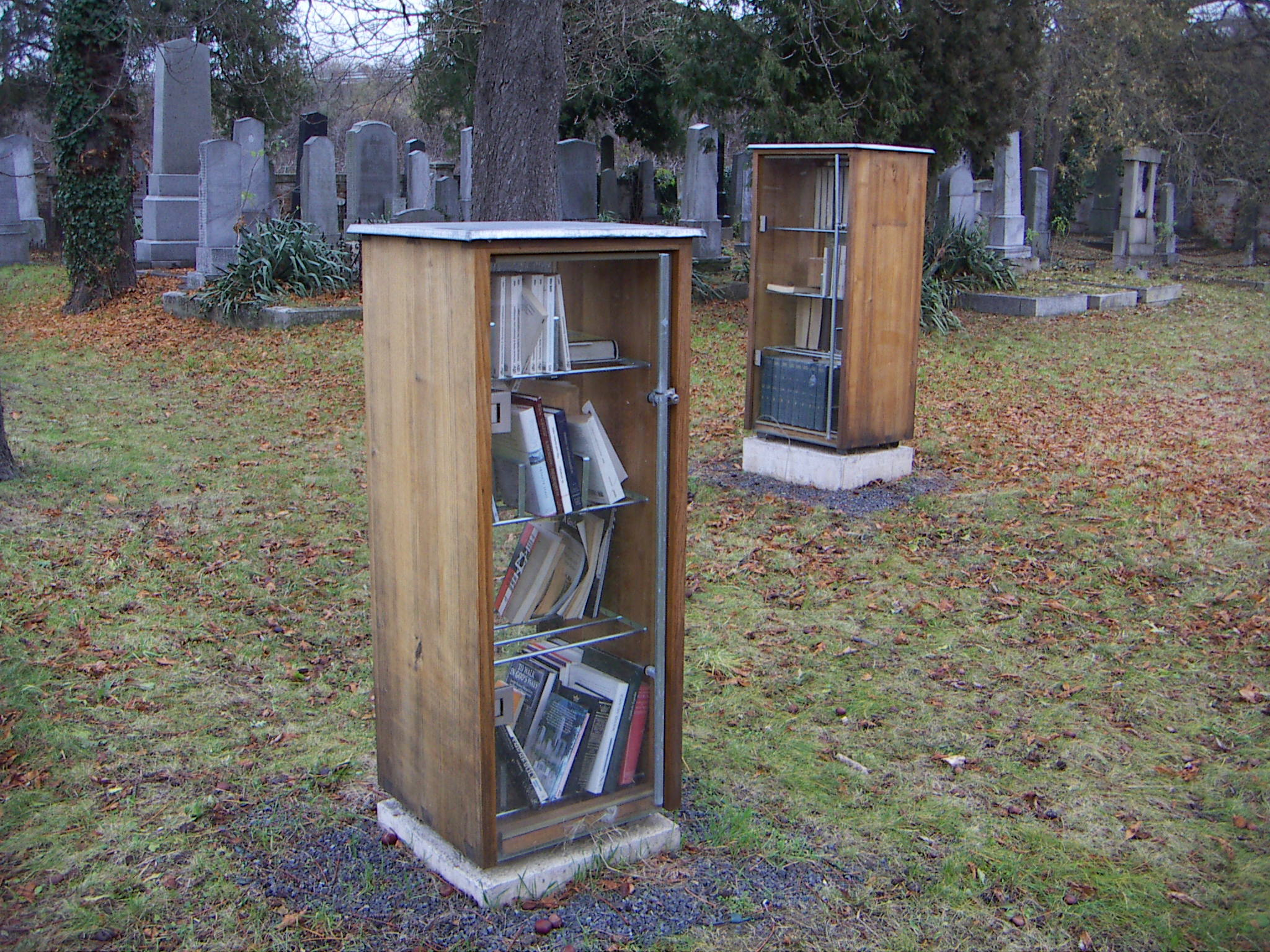
Instal·lació artística per Clegg & Guttmann al cementiri jueu.

La primera menció coneguda de Krems fou l'any 995 en un certificat d'Otó III, però l'assentament ja existia d'abans. Per exemple, s'hi va trobar una tomba d'un nen d'uns 27.000 anys d'antiguitat; aquesta és la tomba més antiga trobada a Àustria.
Durant els segles xi i xii, Chremis, com s'anomenava llavors, era gairebé tan gran com Viena. A lèpoca medieval era un important nus de comunicacions i comerç gràcies al riu Danubi.
Krems és la vila natal de Martin Johann Schmidt, anomenat Kremserschmidt, el gran pintor, dibuixant i gravador d'aiguaforts del barroc austríac tardà.

## Patrimoni cultural
El centre de la ciutat entrà a formar part del catàleg de Patrimoni de la Humanitat de la UNESCO l'any 2000. La Steiner Tor, erigida el 1480, és l'única porta medieval restant.

## Persones relacionades amb Krems
- Martin Johann Schmidt (1718-1801), pintor barroc
- Anna Lager (1788-1866), mare de Franz Liszt
- Josef Maria Eder (1855-1944), químic especialitzat en la química de la fotografia